# NGC 1712
NGC 1712也被称为GC 942、JH 2685和Dunlop 112， 是剑鱼座的一個疏散星团。
是剑鱼座中的一个疏散星团。它也是大麦哲伦星系的一部分。 NGC 1712 最初由詹姆士·敦洛普于 1826 年发现，不過威廉·赫歇爾在1834年又重新发现了它。 迄今为止已在其中发现了9 颗变星，其中 3 颗疑似是聯星系統。